# تخطيط قلب بالمعاوقة
يعد تخطيط القلب بالمعاوقة (آي سي جي) تقنية غير جراحية تقيس الموصلية الكهربائية الكلية للصدر وتغيراتها مع تغير الزمن لمعالجة عدد من المؤشرات الديناميكية للقلب بصورة مستمرة، مثل حجم النفضة (إس في) ومعدل ضربات القلب (إتش آر) والنتاج القلبي (سي أو)، وزمن القذف البطيني (في إي تي)، وزمن ما قبل القذف، ويُستخدم للكشف عن تغيرات المعاوقة الناتجة عن تيار عالي التردد ومنخفض المقدار يتدفق عبر القفص الصدري بين زوجين إضافيين من الأقطاب الكهربائية الموجودة خارج المنطقة المدروسة. تكتشف أقطاب الاستشعار أيضًا إشارة تخطيط القلب، والتي تُستخدم كساعة توقيت للنظام.

## مقدمة
أُجريت أبحاث عن تخطيط القلب بالمعاوقة (آي سي جي)، الذي يشار إليه أيضًا باسم تخطيط التحجم بالمعاوقة الكهربائية (إي آي بّي) أو المعاوقة الحيوية الكهربائية الصدرية (تي إي بي) منذ أربعينيات القرن الماضي. ساعدت وكالة ناسا في تطوير تكنولوجيا التخطيط في الستينيات. كان ميلر وهورفاث أول من تطرق إلى استخدام تخطيط القلب بالمعاوقة في البحث النفسي الفزيولوجي في مقالتهما المنشورة في عام 1978، لتدعم مجموعة معايير لاحقًا توصياتهما في عام 1990. تتوفر قائمة شاملة بالمراجع في موقع منشورات تخطيط القلب بالمعاوقة. عند إجراء تخطيط القلب بالمعاوقة، تُوضع أربعة مستشعرات مزدوجة تستعمل مرة واحدة على الرقبة والصدر لنقل التغيرات الكهربائية والمعاوقة في الصدر ورصدها، إذ تفيد هذه التغيرات في قياس المؤشرات الديناميكية للقلب وحسابها.

## كيف يعمل تخطيط القلب بالمعاوقة
- توضع أربعة أزواج من الأقطاب الكهربائية على مستوى العنق والحجاب الحاجز لتحديد منطقة الصدر.
- ينتقل تيار عالي التردد منخفض المقدار عبر الصدر في اتجاه موازٍ للعمود الفقري من مجموعة الأزواج الخارجية.
- يبحث التيار عن مسار أقل معاوقة: الشريان الأبهر المملوء بالدم (إشارة المرحلة الانقباضية) والوريدين الأجوفين العلوي والسفلي (إشارة المرحلة الانبساطية، تتعلق غالبًا بالتنفس).
- تستشعر الأزواج الداخلية الموضوعة عند المعالم التشريحية التي تحدد الصدر إشارات المعاوقة وإشارة مخطط كهربية القلب.
- يقيس آي سي جي مقاومة القيمة القاعدية (المعاوقة) لهذا التيار.
- يتغير حجم الدم وسرعته في الشريان الأبهر مع كل نبضة قلب.
- يقيس آي سي جي التغيير المقابل في المعاوقة وتوقيتها.
- ينسب آي سي جي التغييرات في المعاوقة إلى (أ) التمدد الحجمي للأبهر (هذا هو الفرق الرئيسي بين آي سي جي وقياس قوة القلب الكهربائي) و (ب) إلى اتساق كريات الدم الحمراء الناتج عن سرعة الدم كدالة لسرعة الدم.
- يستخدم آي سي جي القيمة القاعدية والتغيرات في المعاوقة لقياس مؤشرات الدورة الدموية وحسابها.

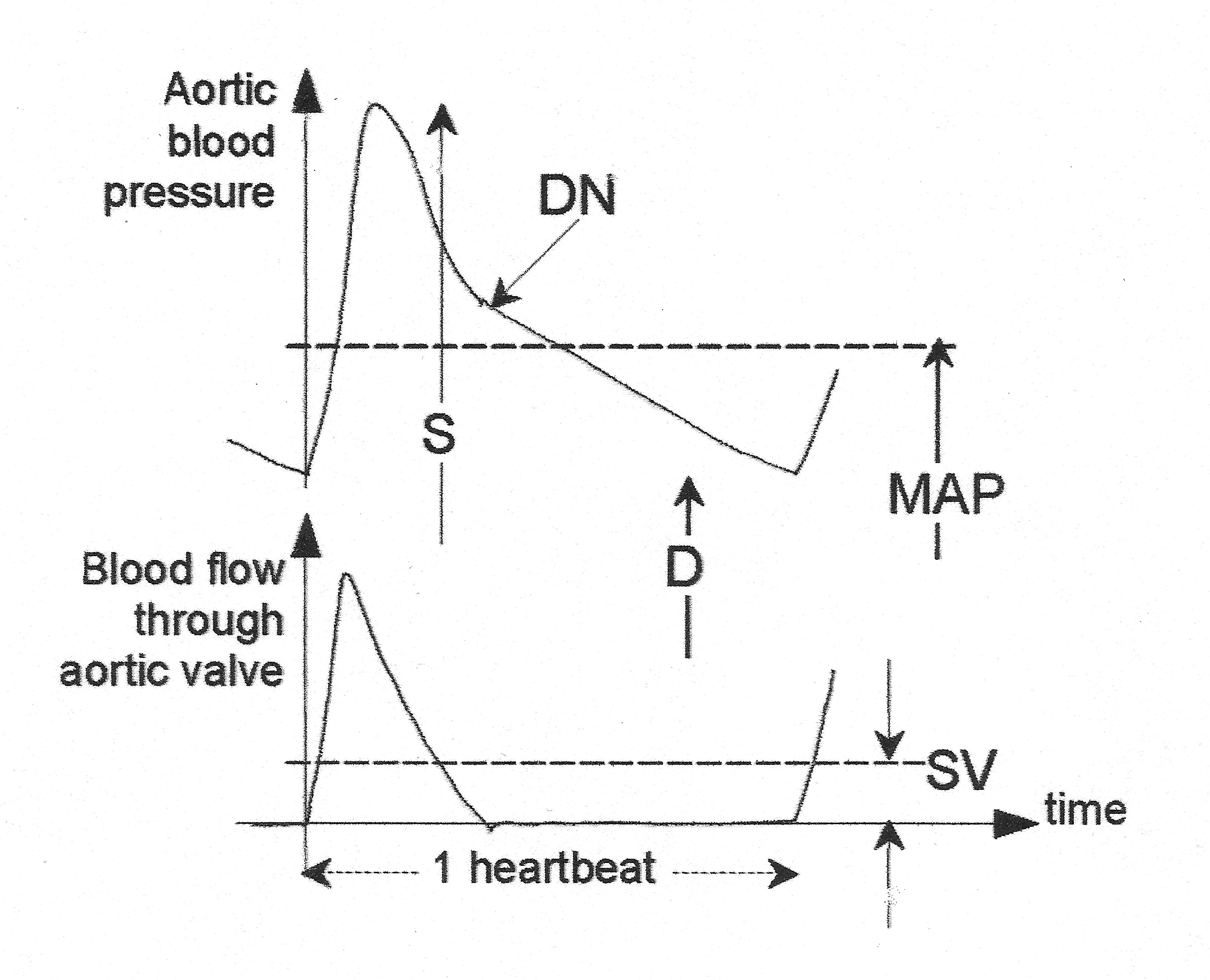
ضغط الدم الأبهر وتدفق الدم في الأبهر خلال فترة ضربة قلب واحدة: S = ضغط الدم الانقباضي؛ D = ضغط الدم الانبساطي. MAP = متوسط الضغط الشرياني؛ SV = حجم النفضة؛ DN = ثلمة مترادفة (إغلاق الصمام الأبهري).

## ديناميكا الدم
تمثل ديناميكا الدم جزءًا فرعيًا من فزيولوجيا القلب والأوعية الدموية، يهتم بالقوى التي يولدها القلب والحركة الناتجة عن الدم في منظومة القلب والأوعية الدموية. تظهر هذه القوى للطبيب كقيم مزدوجة لتدفق الدم وضغطه مقاسة في وقت واحد عند عقدة الإخراج بالقلب الأيسر. تمثل ديناميكا الدم نظير مائع لقانون أوم في الإلكترونيات: الضغط يقابل الجهد، والتدفق يقابل التيار، ومقاومة الأوعية الدموية تقابل المقاومة الكهربائية وعمل عضلة القلب يقابل الطاقة.
يوضح الشكل 1 العلاقة بين القيم الآنية لضغط الدم في الأبهر وتدفق الدم عبر الصمام الأبهري خلال فترة ضربة قلب واحدة ومتوسط هذه القيم. يمكن استخدام قيمها الآنية في الأبحاث؛ تُعد قيمهم المتوسطة ومتوسط الضغط الشرياني وحجم النفضة كافية في الممارسة السريرية.